# FC Aszdod
Moadon Sport Aszdod (hebr. ‏מועדון ספורט אשדוד‎) – izraelski klub piłkarski z siedzibą w Aszdod. Powstał w 1999 w wyniku fuzji klubów Maccabi Ironi Aszdod i Hapoel Aszdod. Stadionem klubu jest Ha'Yud-Alef Stadium.

## Sukcesy
- Liga Leumit:
  - wicemistrzostwo (1): 2015–16
- Toto Cup:
  - finalista (4): 2001–02, 2004–05, 2005–06,  2008–09
- Ligat ha’Al:
  - Najlepsze miejsce: 3. miejsce: 2004–05 i 2020-21

## Europejskie puchary
Legenda do wszystkich tabel:
- Q – runda eliminacyjna, 1/16, 1/8, 1/4, 1/2 – odpowiednia faza rozgrywek, Grupa – runda grupowa, 1r gr – pierwsza runda grupowa, 2r gr – druga runda grupowa, F – finał, R – runda, PO – play-off
- k. – rzuty karne, los. – losowanie, Dogr. – dogrywka, w. – zasada bramek strzelonych na wyjeździe

| Sezon   | Rozgrywki               | Runda | Klub    | Dom | Wyjazd | Ogólnie |
| ------- | ----------------------- | ----- | ------- | --- | ------ | ------- |
| 2005/06 | Puchar UEFA             | 1Q    | Domžale | 2–2 | 1–1    | 3–3, w. |
| 2021/22 | Liga Konferencji Europy | 2Q    | Qarabağ | 0–1 | 0–0    | 0–1     |